# Parc Kellermann
El parc Kellermann està situat al sud del  13è districte de París (França) entre el carrer Max-Jacob i el boulevard périphérique, al barri de Maison-Blanche.
S'estén sobre 5,6 hectàrees i se situa sobre l'antic llit del riu Bièvre. Va ser construït després de la destrucció de les fortificacions de Thiers, després de la Primera Guerra Mundial. Els seus jardins s'estenen sobre tres nivells i són recorreguts per un riu procedent d'una cascada. El parc disposa a més a més d'àrees de jocs i de zones d'esport.
Porta el nom del mariscal francès François-Christophe Kellermann.